# Jj (groupe)
Pour les articles homonymes, voir JJ.
jj est un groupe suédois de musique électronique du label gothembourgeois Sincerely Yours. Fondé par le groupe pop The Tough Alliance,, ses deux membres sont Joakim Benon et Elin Kastlander.

## Historique
Le groupe sort son premier single jj n°1 début 2009 sur le label Sincerely Yours. Quelques mois après s'ensuit un premier album : jj n°2. Les deux œuvres sont alors remarquées par le magazine Pitchfork qui les classe comme Meilleure nouvelle musique  avec des notes respectives de 8 et 8,6 sur 10.
Le 24 décembre 2009, le groupe annonce qu'il a signé avec le label américain Secretly Canadian et qu'il avait prévu une date pour la sortie d'un second album. Celui-ci, nommé jj n°3, sort aux États-Unis et en Suède le 9 mars 2010. jj travaille désormais avec les deux labels, en fonction de l'endroit où le groupe se trouve.
En parallèle à leurs productions officielles, le groupe fait également quelques maquettes et essais pour des morceaux récents. C'est le cas pour "Troublemaker" d'Akon, "Birthday Sex" de Jeremih ou encore "Theme song" issu de la série télévisée Welcome Back, Kotter. Ces morceaux furent mis en ligne et téléchargeables gratuitement, présentés sous la forme d'une mixtape.
De mars à avril 2010, le groupe se lance dans une tournée internationale, aux États-Unis avec le groupe britannique The xx, puis en Europe avec des passages en Italie, France et Belgique notamment.
Après jj no 3, le groupe sort une mixtape nommé Kills le 24 décembre 2010. Disponible gratuitement sur le site de Sincerely Yours, elle reprend quelques classiques du rap américain,. Le 12 octobre 2010 était sortie "Let them", une version qui pouvait donner une idée de Kills, ce morceau deviendra "Kill them" après la sortie.
En 2014, le groupe se produit sur la scène des Aventuriers, un festival de musique électro pop rock organisé à Fontenay-sous-Bois.

## Style
Dans un article intitulé « JJ, l'anti XX », Pascal Bertin des Inrockuptibles estime que « face au minimalisme qui fait tout le charme de The xx, JJ affiche une aptitude aux arrangements d’orfèvres dont le charme tient au bricolage du fait-maison ». Comparant les deux groupes au regard de leurs prestations sur la même scène au Webster Hall en 2010, Jon Caramanica du New York Times estime que « chaque groupe a fait montre d'un don très différent pour l'insularité. Cet appariement pourrait donner l'impression d'avoir été forgé à travers la nomenclature, mais on peut plutôt l'attribuer à des visions du monde qui entrent en sympathie. » Il relève que ces deux groupes sont encore jeunes, ont sorti leur véritable premier opus en 2009 et écrivent « des chansons délicieuses mais désintéressées qui se déguisent comme du rock indépendant doué et atmosphérique. Chaque groupe fétichise le RnB contemporain et le hip-hop [...]. Cependant, la façon dont ces groupes traitent leurs similitudes ne pourrait pas être plus différente ».

## Discographie

### Albums
- jj n°2 (2009)
- jj n°3 (2010)

### Mixtapes
- Kills (2010)

### Singles & EPs
- jj n°1 (2009)
- a jj 12" (2009)